# Pracovní den

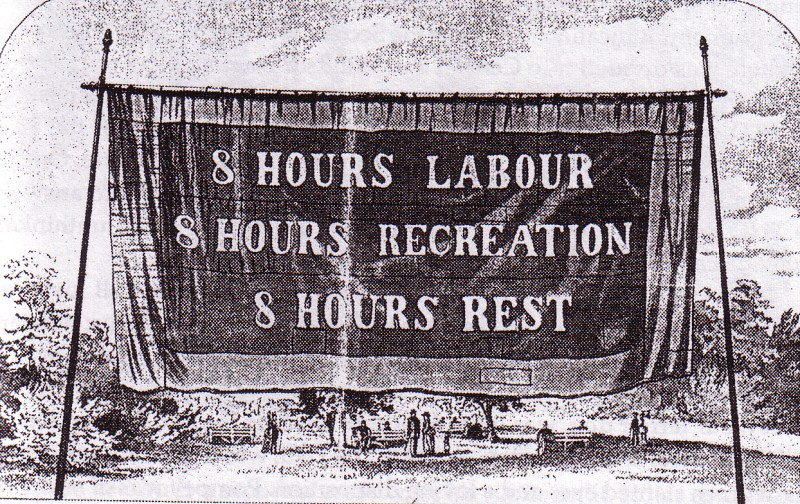
Transparent za osmihodinový pracovní den (Melbourne, 1856)

Pracovní den je v obecném chápání každý kalendářní den s výjimkou víkendů (nejčastěji sobota a neděle), státních svátků a dnů pracovního volna. V některých státech jsou pracovní dny jiné než pondělí až pátek. Stejně tak má každý stát svoje vlastní státní svátky. Historicky prošlo toto chápání pracovního dne vývojem.
V jiném významu (např. v českém Zákoníku práce) je pracovní den chápán jako kalendářní den, na který připadá pracovníkova směna.

## Historie

### Počet pracovních dnů
Ve starověkém Římě měl týden osm dnů; osmý den nundiae byl dnem odpočinku a tržní den. Křesťanská tradice určila za den odpočinku neděli. Ostatní dny včetně soboty byly až do 20. století pracovním dnem. Ve středověku však existovalo dalších 44 církevních svátků, kdy se pracovat nesmělo. Obdobou křesťanské neděle je v jiných vírách pátek (islám) a sobota (judaismus).
Pětidenní pracovní týden (pondělí až pátek se čtyřicetihodinovou týdenní pracovní dobou) zavedl Henry Ford ve svých závodech 26. září 1926. V Československu zavedl obdobné opatření od 13. října 1930 Tomáš Baťa ve svých závodech ve Zlíně. Celostátně bylo 5 pracovních dnů v týdnu přijato v USA v roce 1940.
V Československu byly volné soboty (tj. pětidenní pracovní týden) postupně zaváděny od poloviny 60. let 20. století, nejprve na úrovni některých podniků 1x měsíčně, později každou druhou sobotu. Pětidenní pracovní týden zaveden od 29. září 1968. Několik pracovních sobot v roce, kterými se především nahrazovaly svátky, však zůstávalo jako pracovní dny ještě v 80. letech 20. století.

### Pracovní den jako délka pracovní doby
Pojem pracovní den byl v češtině 19. století a počátku 20. století, tj. v době boje za uzákonění osmihodinové pracovní doby, užíván pro délku pracovní směny.

## Pracovní den v jiných jazycích
Angličtina užívá výraz business day, který je přejímán i v jiných jazycích. Rozumí se jím, jako v Česku, veškeré kalendářní dny bez sobot, nedělí a svátků.
V německy mluvících zemích (Německo, Rakousko, Švýcarsko) se rozlišují výrazy Werkktag a Arbeitstag. Werktag zahrnuje kalendářní dny s výjimkou nedělí a svátků. V tyto dny mohou probíhat činnosti jako je drobný obchod. Arbeitstag je den, kdy daná osoba pracuje (ve většině případů pondělí až pátek bez svátků, pro řadu profesí i sobota a neděle).
Obdobně jako němčina rozlišuje francouzština les jours ouvriés (pondělí až pátek bez svátků) a les jours ouvrables (pondělí až sobota bez svátků).

## Počet pracovních dnů v týdnu ve světě
Vě většině států světa je zaveden pětidenní pracovní týden začínající v pondělí, šestidenní je výjimkou. V některých státech Blízkého východu (např. Irák, Kuvajt, Saúdská Arábie) a v části Malajsie je prvním pracovním dnem neděle. V Íránu, Afghánistánu a několika dalších státech začíná pracovní týden v sobotu.
Se čtyřdenním pracovním týdnem experimentoval v letech 2015–2019 Island, v roce 2021 mělo 86% Islanďanů buď již čtyřdenní pracovní týden nebo mělo možnost si ho dohodnout. Menší experimenty probíhaly i v dalších státech.

## Příklady užití výrazupracovní den
- Na placených parkovištích bývá dražší tarif v pracovní dny v určených hodinách[13]
- V pracovních dnech je spojení veřejnou dopravou častější, jízdní řády pracovních dnů jsou označeny znakem ⚒ (mlátek a želízko).